# Joakim Persson (fotbollsspelare född 2002)
Joakim Birger Persson, född 3 april 2002, är en svensk fotbollsspelare som spelar för IK Sirius.

## Karriär
Perssons moderklubb är Utbynäs SK. Därefter var han i Rimbo IF:s ungdomslag samt A-lag 2011–2018. Efter det gick han till IK Sirius. Den 19 oktober 2019 gjorde Persson allsvensk debut i en 0–2-förlust mot Östersunds FK, där han blev inbytt i den 83:e minuten mot Elias Andersson. I november 2019 skrev Persson på ett treårigt A-lagskontrakt med Sirius.
I augusti 2020 lånades Persson ut till division 1-klubben IFK Luleå. I juli 2021 förlängde Persson sitt kontrakt i Sirius fram till 2024 och blev samtidigt utlånad till Superettan-klubben IK Brage på ett låneavtal över resten av säsongen. I januari 2022 lånades han återigen ut till IK Brage på ett säsongslån.
Den 8 november 2023 meddelade U21-landslagstränaren Daniel Bäckström att Persson blivit inkallad till det svenska U21-landslaget. Debuten blev ett faktum den 20 november i en U21 EM-Kvalmatch mot Nederländerna, då Joakim Persson ersatte Joel Voelkerling Persson i matchminut sextionio. Tjugosju minuter efter inhoppet, gjorde Persson sitt första mål i landslagströjan, assisterat av Roony Bardghji. 
I november 2024 förlängde han ånyo sitt kontrakt med Sirius, nu till 2029.